# 愛 (電影)
《愛 Love》，是2012年上映的一部兩岸合拍愛情片。本片是由鈕承澤執導。齊石傳播、奧瑪優勢傳媒聯合行銷。
舒淇、趙薇、阮經天、趙又廷、彭于晏、陳意涵 、郭采潔領銜主演。整部電影將以「愛」為主軸，片中八位主角的關係錯綜複雜卻也讓本片變得生動有趣。2012年初獲邀入選第六十二屆德國柏林影展「世界大觀」單元（Panorama），2013年入圍第32屆香港電影金像獎「最佳兩岸華語電影」。

## 概要
不侷限於男女之情，從愛情、友情到親情，《愛》透過八個角色、三段關係、一個故事，我們看到人在面對『愛』時的喜怒哀樂，那份以為可以控制卻往往失控的感情。
好像每個人都懂，又好像每個人都不懂。
愛，這世上最簡單卻也最困難的事情。
文明發展至極致，我們過著不逾匱乏的物質生活，應該很快樂，應該滿足。但為何每個人的內心，卻像破了個大洞，裝不滿、餵不飽？每個人都寂寞，每個人都在歷經這無奈又無助的的生命現況。
這世上有沒有一樣東西、一個對象，或者一種感受，可以填補它？可以治癒它？
愛是那個答案嗎？如果是，它又是甚麼？它又在哪裡？

## 劇情簡介
《愛 Love》讲述了生活在北京和台北3对男女之间的情爱纠葛。它探讨了现代社会纷繁复杂的情爱关系，将呈现摩登台北和时尚北京的不同风貌。
宜珈（陳意涵 飾）認為自己就像她在大學自行車隊中擔任為主將擋風、在最後衝刺階段退下讓主將衝破終點線的前導副手一樣，沒個性，沒特色，樣樣比不上美術系的好友小霓（郭采潔 飾）。小霓來自富裕的家庭，聰明、漂亮、有主見又有才華，是眾人注目的焦點，但說話犀利不加修飾，常傷人不自知。小霓的男友阿凱（彭于晏飾）靠拍攝喪禮影片養自己的電影社團，夢想有天能成為一名偉大的導演，但他這夢想常被旁人嘲笑，沒人看好，只有小霓支持。三人原本和樂穩定的友誼，在宜珈發現自己懷孕後，起了巨大震盪。
馬克（趙又廷 飾），一個年輕帥氣又多金的企業家，對女人抱持著『只要征服就好』的態度，『不去擁有，就不用想念』，是他看似冷漠瀟灑，實為害怕受傷的感情觀。潔癖的馬克打算在北京買間四合院，遇見了不修邊幅的房屋仲介小葉（趙薇 飾），兩人因意外鬧上警局，不歡而散後竟又在滿族聚會上碰頭。隨著馬克搞丟小葉的兒子，瘋狂荒謬又溫暖動人的兩人故事因此開展。小葉身上散發的氣味，像大太陽底下的草地，那麼天然堅韌，又充滿生命力，馬克生平第一次意識到自己，對人，產生了關懷。
在媒體和社會大眾眼裡，陸平（鈕承澤 飾）和柔伊（舒淇 飾）的關係，就是所謂的富商包養名媛，茶餘飯後的娛樂消遣，沒人認真看待，包括陸平自己。柔伊遇見了口吃男小寬（阮經天 飾），從他身上看到平凡甚至帶著缺陷的美好，她開始對自己有了不同的期待，也許她的人生除了像米蟲一樣依附著男人過活外，還有別的可能性。柔伊變了，他也許會失去她，陸平這才發現，那些靠名利成就堆砌起來的完美生活，空虛得不堪一擊。
小霓切斷與阿凱的感情，與宜珈的友誼，她以為自己堅強、沒事，但心底卻醞釀著同歸於盡的念頭；堅持不談感情的馬克被這個對他怒吼“我是打從心底討厭你！”的瘋狂女人小葉攻破心防，開始假扮起小葉兒子的爸爸，走進這個家庭；看似自閉沉靜的小寬，在妹妹宜珈對生命產生疑惑時，展現了前所未有的勇氣，當他懷著這份勇氣，決定為自己的感情負起責任來時，柔伊卻斷了音訊……
八個人各自面臨因於『愛』的難關，糾纏的情感、崩潰的情緒、失去的悲憤……這些生命的題該如何解？
不僅侷限於男女之情，《愛》從愛情、友情到親情，透過八個角色、幾段關係，我們看到人在面對『愛』時的喜怒哀樂，以及那份以為可以控制卻往往失控的感情。

## 演員陣容

### 主要演員
| 演員   | 飾演角色 | 介紹 |
| 舒淇   | 方柔伊   | 因身材姿色姣好，大學時代就開始與富商交往，周旋在眾多條件優秀的男人之間，一直過著華服美食出入高級社交場所的奢侈生活，成為社交名媛。某次意外的邂逅，發現自己長期失眠的困擾神祕地被治癒。柔伊嘗試勇敢面對心底的軟弱，試圖脫離過去長年愛情中病態的供需關係，似乎唯有這樣，才能確定自己還有愛人的能力，才能真正的看得起自己。 |
| 趙薇   | 金小葉   | 道地北京人，出身北京郊區的農村。房仲，看似不修邊幅、邋遢，一心只想賺錢。多年前的一場戀愛，孩子父親在得知小葉懷孕後隨即人間蒸發、不知所終，小葉因此成為單親媽媽，獨自撫養孩子，也自此視男人為敵，不再相信真愛。由於生活的磨難，小葉被迫披上厚重的武裝。但在外衣的偽裝之下，那個善良堅韌，抱有純真幻想的女人始終都在。     |
| 阮經天 | 李小寬   | 餐廳打工，緊張時不僅舌頭打結，大腦也打結，會脫口爆出令人尷尬傻眼的話。內心自卑，不期望自己能成為甚麼樣的人，不寄望世俗價值的成功，更不確定自己有能力愛人。那個看似胸無大志、個性自閉沈靜的男孩，卻在關鍵時刻展現勇氣，成就也驗證了愛的力量，無所不在。                                                                   |
| 趙又廷 | 馬克     | 姓那，卻被小葉誤當作姓馬。母親是台灣企業的女富豪，對父親的印象幾乎為零。藐視愛情、承諾，反映在他與所有女人的關係上。表面冷靜理智，但仍在無意間透露出內心深處對父親、對愛的渴望。缺角的情感，是否能因為另一顆不完整的心的出現，契合並治癒？                                                                               |
| 彭于晏 | 阿凱     | 以攝影師的身份打工養他的導演夢，滿口理想抱負，像是有理想才能讓自己與眾不同。面對愛情常覺得自己是廢物，無法成為女友期待的那個男人。某次意外，不料卻演變成災難。阿凱陷入恐慌迷惘、人生暴走，此刻面對愛，他手足無措… |
| 陳意涵 | 李宜珈   | 心霓的姐妹淘。在家中餐廳幫忙，像影子一樣的生活在好友身邊，低調、無爭，不太知道自己喜歡的是什麼。一場意外的發生，讓她面臨人生中最痛苦的狀況，讓她瀕臨崩潰。卻也因為愛，她突然意識到自己好像可以活出屬於自己生命的獨特樣貌，她想替自己做決定，找到自己的存在感。（私下背著心霓與阿凱有染甚至懷有身孕）                     |
| 郭采潔 | 陸心霓   | 陸平的女兒。宜珈的姐妹淘。出身有錢的家庭，生活優渥。聰明有主見、有品味，於是難免表現得強烈，常常傷人卻不自知。當愛情出現狀況，明明打擊很大，卻故做瀟灑。壓抑的情緒在潛意識裡爆發，因此意識到自己原來很受傷，不能背叛自己其實很需要愛的生命真相。常被阿凱的朋友罵七八。                                                   |
| 鈕承澤 | 陸平     | 成功的商業人士，有錢有閒有品味。對他而言，一切都在掌握之中。步入中年，開始經歷外型體能性能力的衰退，當戀情出現危機，那些靠名利成就堆砌起來的優越自信，頓時不堪一擊。看似成功的他，其實內心常常覺得寂寞悲傷。他覺得自己就要失去所有，甚麼也不剩，甚麼也不是了。                                                           |

### 其他演員
- 于美人 飾演 李母 熱炒店老闆娘，小寬和宜珈的母親
- 龍劭華 飾演 李父 熱炒店老闆，小寬和宜珈的父親
- 楊貴媚 飾演 馬克媽媽
- 邱彥翔 飾演 馬克助理 由全聯先生客串演出
- 鳳小岳 飾演 小寬打工友人
- 黃鐙輝 飾演 小寬打工友人
- 蔡昌憲 飾演 小寬打工友人
- 陳漢典 飾演 小寬打工友人
- 卜學亮 飾演 婚禮主持人
- 康晉榮 飾演 鐵馬社團教練 李宜珈大學的鐵馬教練
- 魏伯勤 飾演 陸平的酒友
- 林玟誼 飾演 護士
- 王彩樺 飾演 新娘

## 電影歌曲

### 電影原聲帶
CD（片）於2012年2月10日由華研國際音樂發行。
| 曲序 | 曲目                               | 主唱   | 备注   |
| ---- | ---------------------------------- | ------ | ------ |
| 1.   | 愛的預告                           | 田馥甄 |        |
| 2.   | Love!                              | 田馥甄 | 主題曲 |
| 3.   | 愛新覺羅與葉赫那拉的相遇（演奏曲） |        |        |
| 4.   | 飛鳥                               | 魏如萱 |        |
| 5.   | 愛的暖陽和煦（演奏曲）             |        |        |
| 6.   | 兩個女孩（演奏曲）                 |        |        |
| 7.   | 傻子                               | 林宥嘉 | 主題曲 |
| 8.   | 我也沒有爸爸（演奏曲）             |        |        |
| 9.   | 決心（演奏曲）                     |        |        |
| 10.  | My Love                            | 田馥甄 |        |
| 11.  | 墜落（演奏曲）                     |        |        |
| 12.  | 初吻（演奏曲）                     |        |        |
| 13.  | 大太陽下的草地（演奏曲）           |        |        |
| 14.  | 老男孩的反擊（演奏曲）             |        |        |
| 15.  | 我們                               | 魏如萱 |        |
| 16.  | 愛的箴言                           | 鈕承澤 |        |
| 17.  | 等待（演奏曲）                     |        |        |
| 18.  | 愛（演奏曲）                       |        |        |
| 19.  | 放輕點                             | 楊乃文 | 片尾曲 |

| 曲目表 | 曲目表                         |
| 曲序   | 曲目                           |
| ------ | ------------------------------ |
| 1.     | 傻子（MV）                     |
| 2.     | 《Love》前導預告               |
| 3.     | 《Love》正式版預告             |
| 4.     | 「八大明星私房寫真集」精彩花絮 |

## 製作團隊
- 出品人：王中軍、鈕承澤
- 製片人：王中磊
- 聯合監製：董俊毅、黃志明、張大軍
- 監製：鈕承澤
- 策劃：楊庭愷、郭子綺、林智祥
- 藝術指導：黃美清
- 造型指導：方綺倫
- 造型技術：許力文
- 音效：杜篤之
- 錄音師：朱仕宜
- 特效指導：奇文
- 配樂：陳建騏
- 聯合行銷：劉亭佑

## 獎項

### 金馬獎
| 年份 | 獎項名稱     | 提名獎項         | 提名           | 結果 |
| ---- | ------------ | ---------------- | -------------- | ---- |
| 2012 | 第49屆金馬獎 | 最佳導演         | 鈕承澤         | 提名 |
| 2012 | 第49屆金馬獎 | 最佳女配角       | 陳意涵         | 提名 |
| 2012 | 第49屆金馬獎 | 最佳女配角       | 郭采潔         | 提名 |
| 2012 | 第49屆金馬獎 | 最佳造型設計     | 方綺倫、許力文 | 提名 |
| 2012 | 第49屆金馬獎 | 最佳原創電影音樂 | 陳建騏         | 提名 |

### 香港電影金像獎
| 年份 | 獎項名稱             | 提名獎項         | 結果 |
| ---- | -------------------- | ---------------- | ---- |
| 2013 | 第32屆香港電影金像獎 | 最佳兩岸華語電影 | 提名 |

### 台北電影獎
| 年份 | 獎項名稱         | 提名獎項   | 提名   | 結果 |
| ---- | ---------------- | ---------- | ------ | ---- |
| 2012 | 第14屆台北電影獎 | 最佳女配角 | 郭采潔 | 獲獎 |

## 评价
- 2012年2月1日，《LOVE》在中国举办了试映会，取得了观众很好的评价，被认为是近年来最好看的情人节影片。观影调查问卷中，“赵薇+赵又廷”与“舒淇+阮经天”被认为是最登对组合，赵薇的个人表演被选为“最精彩段落”，舒淇与阮经天的最后一场戏则被评为是“最浪漫段落”。[4]
- 在国际影展放映后，本片亦收获了西方媒体不错的评价，《综艺》影评人Maggie Lee称本片是台湾版的《真爱至上》，Derek Elley则认为《LOVE》是一部“养眼的情人节影片”“产后复出的赵薇焕然一新，爱情戏与喜剧处理得非常有表现力”，均认为影片中赵薇与赵又廷这一对的化学反应最为强烈，并且二人的表演跳出了爱情片的俗套。[5][6]Liberates Film Magazine认为“舒淇胜过茱莉亚·罗伯茨”。[7]

## 票房
中国大陸方面，2月14日单日票房超过4000万人民币，成为情人节票房冠军，并打破本地情人节檔期票房最高纪录。
台灣方面，最終全台票房為新台幣1.8億元。

## 版本差異
| 版本 | 愛 love 限量珍藏雙碟版 2DVD | 網路版   |
| ---- | --------------------------- | -------- |
| 結尾 | 李宜珈家中                  | 婚禮會場 |
| 字幕 | 鳥                          | 遜       |
| 影像 | 李宜珈母親聽到他懷孕後反應  | 無       |

## 外部連結
- 電影《愛 LOVE 》官網 （页面存档备份，存于）
- 電影《 愛 LOVE 》官方部落格 （页面存档备份，存于）
- 《 愛 LOVE 》的Facebook專頁
- Yahoo奇摩電影上《愛 LOVE 》的資料（繁體中文）
- 雅虎香港電影上《愛 LOVE 》的資料（繁體中文）
- MSN娛樂上《愛 LOVE 》的資料（繁體中文）

- 開眼電影網上《愛 LOVE 》的資料（繁體中文）
- 时光网上《愛 LOVE 》的資料（简体中文）
- 豆瓣电影上《愛 LOVE》的資料 （简体中文）
- AllMovie上《愛 LOVE》的资料（英文）
- 爛番茄上《愛 LOVE》的資料（英文）
- Box Office Mojo上《愛 LOVE》的資料（英文）
- 香港影庫上《愛 LOVE 》的資料（繁體中文）
- 互联网电影数据库（IMDb）上《愛 LOVE》的资料（英文）